# Curtis McCants
Curtis McCants, né le 2 août 1975 à Providence, est un joueur américain de basket-ball. Il évolue au poste de meneur de jeu.

## Clubs successifs
- 1997 - 1998  :
  -  Hapoel Tel-Aviv Liga Leumit
- 1998 - 1999  :
  -  BABC (équipe itinérante)
  -  Mansfield Hawks IBA
  -  Hapoel Tel-Aviv Ligat Winner
  -  Trotamundos de Carabobo
- 1999 - 2000  : 
  -  BC Kiev D1
- 2000 - 2001  : 
  -  Olympique Antibes Pro A
  -  Montpellier Paillade Basket Pro A
  -  Marinos de Oriente
- 2001 - 2002  : 
  -  CSKA Moscou Superligue
- 2002 - 2003  :
  -  Montepaschi Sienne LegA
  -  Dakota Wizard CBA
- 2003 - 2004  :
  -  Croatia Split D1
  -  CSP Limoges Pro A
- 2004 - 2005  :
  -  Hapoel Tel-Aviv Ligat Winner
  -  Ural Great Perm Superligue
- 2005 - 2006  :
  -  JDA Dijon Pro A
- 2006 - 2007  :
  -  Ironi Ramat Gan Ligat Winner

## Distinctions
- Meilleur marqueur de Pro A 2001 (Antibes/Montpellier)
- Participation au All-Star-Game français 2001